# Lugg
La rivière Lugg est une rivière galloise et anglaise d'une longueur de 72 km qui coule dans les comté du Powys et comté du Herefordshire. Elle est un affluent de la Wye, donc un sous-affluent de la Severn.